# Центральний біноміальний коефіцієнт
У математиці {\displaystyle n}-й центральний біноміальний коефіцієнт визначається таким виразом у термінах біноміальних коефіцієнтів
{\displaystyle {2n \choose n}={\frac {(2n)!}{(n!)^{2}}}} для всіх {\displaystyle n\geq 0}.
Вони отримали назву тому, що вони містяться точно посередині парних рядів у трикутнику Паскаля. Перші кілька центральних біноміальних коефіцієнтів, починаючи з {\displaystyle n=0}, виписано нижче:
1, 2, 6, 20, 70, 252, 924, 3432, 12870, 48620, … послідовність A000984 з Онлайн енциклопедії послідовностей цілих чисел, OEIS

## Властивості
Твірна функція:
{\displaystyle {\frac {1}{\sqrt {1-4x}}}=1+2x+6x^{2}+20x^{3}+70x^{4}+252x^{5}+\cdots .}
За формулою Стірлінґа отримуємо:
{\displaystyle {2n \choose n}\sim {\frac {4^{n}}{\sqrt {\pi n}}}} при {\displaystyle n\rightarrow \infty } .
Корисні обмеження:
{\displaystyle {\frac {4^{n}}{\sqrt {4n}}}\leq {2n \choose n}\leq {\frac {4^{n}}{\sqrt {3n+1}}}} для кожного {\displaystyle n\geq 1}
Якщо потрібна більша точність:
{\displaystyle {2n \choose n}={\frac {4^{n}}{\sqrt {\pi n}}}\left(1-{\frac {c_{n}}{n}}\right)} де {\displaystyle {\frac {1}{9}}<c_{n}<{\frac {1}{8}}} для всіх {\displaystyle n\geq 1}.
З цим поняттям тісно пов'язані так звані числа Каталана, {\displaystyle C_{n}}. Їх формула:
{\displaystyle C_{n}={\frac {1}{n+1}}{2n \choose n}={2n \choose n}-{2n \choose n+1}} для кожного {\displaystyle n\geq 0}.
Узагальненням центральних біноміальних коефіцієнтів можна вважати числа {\displaystyle {\frac {\Gamma (2n+1)}{\Gamma (n+1)^{2}}}={\frac {1}{n\mathrm {B} (n+1,n)}}}, для всіх дійсних {\displaystyle n}, за яких вираз визначений, де {\displaystyle \Gamma (x)} — гамма-функція, а {\displaystyle \mathrm {B} (x,y)} — бета-функція.